# Архангельское (Угличский район)
Архангельское — село в Угличском районе Ярославской области России. Входит в состав Слободского сельского поселения.

## География
Расположено в 9 км на северо-восток от Углича.

## История
По преданьям в XV веке жители Архангельского решили выстроить деревянный храм, посвятив его Архангелу Михаилу. Спустя время храм был выстроен, а вокруг него образовался монастырь с одноимённым посвящением. Разорённый поляками в 1609 году Михаило-Архангельский монастырь был восстановлен, но в 1654 году приписан к Угличской Воскресенской обители, а в 1764 году оба монастыря были упразднены. В 1787 году место деревянного храма заняла новая каменная церковь на высоком подклете со звонницей. Небольшая община пользовалась помощью состоятельных благотворителей из весьма отдаленных мест – вплоть до самого Санкт-Петербурга. 
В конце XIX — начале XX село входило в состав Ермоловской волости Угличского уезда Ярославской губернии. 
С 1929 года село входило в состав Грибановского сельсовета Угличского района, с 1954 года — в составе Высоковского сельсовета, в 1980-х годах — в составе Слободского сельсовета (сельского округа), с 2005 года — в составе Слободского сельского поселения.

## Население
| 1859 | 2007 | 2010 |
| ---- | ---- | ---- |
| 27   | ↘0   | →0   |

## Достопримечательности
В селе расположена действующая Церковь Михаила Архангела (1787).